# Simognathus leiomerus
Simognathus leiomerus är en kvalsterart som först beskrevs av Édouard Louis Trouessart 1894.  Simognathus leiomerus ingår i släktet Simognathus och familjen Halacaridae. Inga underarter finns listade i Catalogue of Life.